# Phân ngành Sống đuôi
Phân ngành Sống đuôi (danh pháp khoa học: Tunicata) là một phân ngành thuộc ngành động vật có dây sống. Phân ngành này từng một thời được gọi là Urochordata. Một số loài sống thành từng cá thể riêng biệt, nhưng đa số tập hợp lại với nhau, nhiều khi thành một tập đoàn, một cá thể được gọi là zooid. Chúng là sinh vật biển ăn lọc. Những hóa thạch cổ nhất của Tunicata được ghi nhận vào thời kỳ đầu kỷ Cambri.